# Marc Pelosi
Marc Anthony Pelosi (n. Bad Säckingen, Alemania, el 17 de junio de 1994) es un futbolista estadounidense nacido en Alemania. Juega de mediocampista, y su equipo actual es el San Jose Earthquakes de la Major League Soccer.

## Trayectoria

### Inicios
Pelosi nació en Bad Säckingen, Alemania, pero se mudó a California en su juventud y pasó diez años con la Academia De Anza del área de la Bahía de San Francisco. El 8 de noviembre de 2011, Pelosi fichó con el Liverpool de la Premier League inglesa.  El 17 de febrero de 2013, en un encuentro con el equipo sub-21, Pelosi sufrió una fractura doble en su pierna derecha, la cual lo dejó fuera de las canchas por un año.  Pelsoi firmó un nuevo contrato con el club mientras se recuperaba, pero finalmente fue liberado por el club el 10 de junio de 2015.

### San Jose Earthquakes
El 17 de julio de 2015, Pelosi regresó a los Estados Unidos y fichó con el San Jose Earthquakes de la Major League Soccer.  Hizo su debut profesional el 26 de julio en la derrota 1-3 frente a los Vancouver Whitecaps FC.

## Clubes
| Club                 | País           | Año             |
| -------------------- | -------------- | --------------- |
| San Jose Earthquakes | Estados Unidos | 2015 - Presente |

## Selección nacional

### Selección mayor
El 9 de enero de 2015, Pelosi fue convocado por primera vez a la selección mayor de los Estados Unidos con miras a un par de amistosos frente a Chile y Panamá, pero no llegó a jugar en ninguno de dichos encuentros.